# Fedefarma
Fedefarma, oficialmente conocida como Federación Farmacéutica, es una cooperativa de distribución farmacéutica española fundada en 1928 con más de 2.800 farmacias asociadas en España. Proporciona servicios de distribución, innovación digital y formación especializada a sus farmacias asociadas, ayudando a mejorar la competitividad y adaptarse a los cambios del sector.

## Historia
Desde su fundación, Fedefarma ha experimentado un crecimiento significativo. En 1934, incorporó su primera furgoneta de reparto, y durante las décadas de 1960 y 1970, inauguró centros logísticos en Lérida, Gerona, Reus y Castellón. En 1986, creó el Programa de Formación Continua para farmacéuticos, y en 2010 puso en marcha su centro logístico de mayor capacidad en Gavá. Más recientemente, en 2021 y 2022, inauguró centros logísticos en Palau-Solità i Plegamans y Alicante respectivamente.

## Resultados económicos e inversiones
En 2023 Fedefarma alcanzó una cifra de negocio de 1.001 millones de euros, lo que representa un incremento del 17,3% respecto al año anterior. Este crecimiento se atribuye en parte a la adquisición del 71% del capital de Actibios, un mayorista especializado, lo que permitió a la cooperativa expandir su presencia en Madrid y llegar al 97% de las farmacias de Cataluña y al 50% del conjunto de España. Además, obtuvo unos beneficios después de impuestos de 16,5 millones de euros. En 2023, Fedefarma invirtió alrededor de 10 millones de euros en la mejora de su red logística, con el objetivo de optimizar los tiempos de entrega y ampliar su capacidad de distribución, reafirmando su compromiso con la excelencia en el servicio a sus farmacias asociadas.

## Gobierno corporativo
Fedefarma se rige por un modelo de gobierno participativo, donde todos los socios pueden intervenir a través de la asamblea general, formando parte activa en la toma de decisiones. 